# Felicia Spencer
Felicia Spencer (20 de novembro de 1990) é uma lutadora de artes marciais mistas canadense, que atualmente compete na categoria peso-pena-feminino do Ultimate Fighting Championship.

## Background
Spencer nasceu em Montreal, Quebec. Juntando-se ao seu irmão, começou a treinar Taekwondo aos 4 anos de idade. Aos 12 anos, começou a treinar Jiu-jítsu brasileiro e cinco anos mais tarde Kickboxing. Ela transitou para o MMA quando se juntou à Jungle MMA em 2009, quando se mudou para Orlando e entrou na Universidade da Flórida Central.

## Carreira no MMA

### Início da Carreira
Spencer começou a sua carreira amadora em 2012. Depois de ganhar o torneio "Tuff-N-Uff Future Stars of MMA" onde finalizou Leanne Foster e de conseguir um recorde de 5-1 no segundo "Tuff-N-Uff Xtreme", assinou com a  Invicta FC em 2015.

## Cartel no MMA
| Cartel no MMA   |            |            |
| 12 lutas        | 9 vitórias | 3 derrotas |
| Por nocaute     | 3          | 0          |
| Por finalização | 4          | 0          |
| Por decisão     | 2          | 3          |

| Res.    | Cartel | Oponente               | Método                                | Evento                                    | Data       | Round | Tempo | Local                 | Notas                                           |
| ------- | ------ | ---------------------- | ------------------------------------- | ----------------------------------------- | ---------- | ----- | ----- | --------------------- | ----------------------------------------------- |
| Vitória | 9-3    | Leah Letson            | Nocaute Técnico (cotoveladas e socos) | UFC Fight Night: Holloway vs. Rodriguez   | 13/11/2021 | 3     | 4:25  | Las Vegas, Nevada     |                                                 |
| Derrota | 8-3    | Norma Dumont           | Decisão (dividida)                    | UFC Fight Night: Font vs. Garbrandt       | 22/05/2021 | 3     | 5:00  | Las Vegas, Nevada     |                                                 |
| Derrota | 8-2    | Amanda Nunes           | Decisão (unânime)                     | UFC 250: Nunes vs. Spencer                | 06/06/2020 | 5     | 5:00  | Las Vegas, Nevada     | Pelo Cinturão Peso Pena Feminino do UFC.        |
| Vitória | 8-1    | Zarah Fairn Dos Santos | Nocaute Técnico (cotoveladas e socos) | UFC Fight Night: Benavidez vs. Figueiredo | 29/02/2020 | 1     | 3:37  | Norfolk, Virginia     |                                                 |
| Derrota | 7-1    | Cristiane Justino      | Decisão (unânime)                     | UFC 240: Holloway vs. Edgar               | 27/07/2019 | 3     | 5:00  | Edmonton, Alberta     |                                                 |
| Vitória | 7-0    | Megan Anderson         | Finalização (mata leão)               | UFC Fight Night: dos Anjos vs. Lee        | 18/05/2019 | 1     | 3:24  | Rochester, New York   | Estreia no UFC.                                 |
| Vitória | 6-0    | Pam Sorenson           | Finalização (mata leão)               | Invicta FC 32: Spencer vs. Sorenson       | 16/11/2018 | 4     | 4:23  | Shawnee, Oklahoma     | Ganhou o Cinturão Peso Pena Vago do Invicta FC. |
| Vitória | 5-0    | Helena Kolesnyk        | Finalização (mata leão)               | Invicta FC 30: Frey vs. Grusander         | 21/07/2018 | 2     | 1:47  | Kansas City, Missouri | Performance da Noite.                           |
| Vitória | 4-0    | Akeela Al-Hameed       | Decisão (unânime)                     | Invicta FC 27: Kaufman vs. Kianzad        | 13/01/2018 | 3     | 5:00  | Kansas City, Missouri | Luta da Noite.                                  |
| Vitória | 3-0    | Amy Coleman            | Finalização (mata leão)               | Invicta FC 24: Dudieva vs. Borella        | 15/07/2017 | 1     | 3:17  | Kansas City, Missouri | Performance da Noite.                           |
| Vitória | 2-0    | Madison McElhaney      | Decisão (unânime)                     | Invicta FC 22: Evinger vs. Kunitskaya II  | 25/03/2017 | 3     | 5:00  | Kansas City, Missouri | Estreia nos Penas.                              |
| Vitória | 1-0    | Rachel Wiley           | Nocaute Técnico (cotoveladas e socos) | Invicta FC 14: Evinger vs. Kianzad        | 12/09/2015 | 1     | 3:32  | Kansas City, Missouri | Estreia nos Leves.                              |